# Stenalcidia elongaria
Stenalcidia elongaria là một loài bướm đêm trong họ Geometridae.